# Napoléon de Montesquiou-Fézensac
Pour les autres membres de la famille, voir Famille de Montesquiou.
Napoléon de Montesquiou-Fézensac, né le 3 décembre 1810 dans l'ancien 10e arrondissement de Paris et mort le 5 mars 1872 dans le 7e arrondissement de Paris, est un homme politique français.

## Biographie
Fils d'Anatole de Montesquiou-Fezensac et d'Élodie Marie Joséphine de Montesquiou-Fézensac, Napoléon-Pierre-Marie-Louis-Anatole de Montesquiou-Fézensac est né le 3 décembre 1810 à Paris dans le 10e arrondissement ancien.
Il est chevalier d'honneur de la reine Amélie, et propriétaire à Briis sous Forges, où il habite le château de Bligny, aujourd'hui un établissement hospitalier, quand il est élu le 26 juin 1841, député du 4e collège de la Sarthe (Saint-Calais), en remplacement de son père, nommé pair de France.
Réélu le 9 juillet 1842, il siège parmi les ministériels, vote pour l'indemnité Pritchard et contre la proposition relative aux députés fonctionnaires. Il échoue aux élections du 1er août 1846, et ne se représente plus sur la scène politique.
Du 24 au 26 février 1848, il héberge en son château de Bligny la duchesse d'Orléans puis son fils, le comte de Paris, dans leur départ pour l'exil.
Napoléon vicomte de Montesquiou-Fézensac meurt, avant ses parents, le 5 mars 1872 à cinq heures du matin, dans son Hôtel particulier au no 16 du boulevard de La Tour-Maubourg dans le 7e arrondissement de Paris, à l'âge de 61 ans.

### Mariage et descendance
Napoléon de Montesquiou épouse en 1833 Anne Elisabeth Cuillier-Perron (château du Fresne, Authon, 18 avril 1816 - Cannes, 28 octobre 1866), fille de Pierre Cuillier-Perron, général, et d'Anne Joséphine du Trochet, sa seconde épouse. Tous deux ont sept enfants :
- Marie de Montesquiou Fezensac (Paris, 16 août 1834 - Bruxelles, 25 décembre 1884), mariée à Paris en 1857 avec Joseph de Riquet, prince de Caraman, prince de Chimay, diplomate, ministre belge des Affaires étrangères (1883-1892), chevalier de la Légion d'honneur, chevalier de l'ordre de Léopold (château de Ménars, 9 octobre 1836 - Bruxelles, 28 mars 1892). Dont postérité, dont notamment la comtesse Greffulhe ;
- Odon de Montesquiou Fezensac, saint cyrien, officier de cavalerie, chevalier de la Légion d'honneur, héritier après son grand-père, du château de Courtanvaux (Paris, 11 février 1836 - Paris 8e, 13 avril 1882), marié à Paris en 1867 avec la princesse Marie Bibesco (10 août 1845 - Paris 16e, 28 février 1929). Dont postérité : ils sont notamment les parents de Léon de Montesquiou ;
- Bertrand de Montesquiou Fezensac, ancien élève de l'école Navale, contre-amiral, commandeur de la Légion d'honneur (Paris, 28 avril 1837 - Paris, juillet 1902), marié à Paris en 1874 avec Emilie de Pérusse des Cars (Paris, 23 février 1844 - 1er mars 1901), dont postérité ;
- Raoul de Montesquiou Fezensac, saint-cyrien, non marié (Paris, 11 avril 1838 - Marseille, 27 mars 1862) ;
- Bernard de Montesquiou Fezensac (Paris, 18 mars 1841 - Paris 16e, 20 février 1917), marié à Paris en 1867 avec Jeanne Marie Valentine de Beaune (Paris, 30 novembre 1846 - Paris, 16 février 1911), dont postérité ;
- Hubert de Montesquiou Fezensac, diplomate (Paris, 21 octobre 1847 - Paris, 2 août 1928), marié à Paris en 1875 avec Camille Siméon (23 août 1854 - Paris, 2 avril 1937), dont postérité ;
- Anatole de Montesquiou Fezensac, non marié (château de Courtanvaux, 18 octobre 1853 - Marseille, 10 janvier 1931)[5].

## Sources
- « Napoléon de Montesquiou-Fézensac », dans Adolphe Robert et Gaston Cougny, Dictionnaire des parlementaires français, Edgar Bourloton, 1889-1891 [détail de l’édition]